# Erinnyis penaeus
Erinnyis penaeus är en fjärilsart som beskrevs av Fabricius 1787. Erinnyis penaeus ingår i släktet Erinnyis och familjen svärmare. Inga underarter finns listade i Catalogue of Life.